# Valentina Moscatt
Valentina Moscatt (Venaria Reale, 16 marzo 1987) è una judoka italiana.
Nel 2016 ha partecipato ai Giochi olimpici di Rio de Janeiro venendo però eliminata al primo turno dalla vietnamita Văn Ngọc Tú.

## Palmarès
- Europei

Belgrado 2007: bronzo nei -48kg.
- Campionati europei under 23:

Zagabria 2008: argento nei -48kg.
- Campionati europei cadetti:

Sofia 2004: argento nei -48kg;
Tallinn 2006: argento nei -48kg.